# Campanianus
Campanianus war ein römisches Cognomen (Beiname). Bedeutende Träger des Namens begegnen insbesondere in der Spätantike.
Wie der Gentilname Campanius und das Cognomen Campanus leitete es sich von der süditalischen Landschaft Kampanien bzw. der dort gelegenen Stadt Capua ab. An bekannten Namensträgern lassen sich nur wenige ausmachen.
In der Römischen Kaiserzeit sind durch Grabinschriften der Senator und Militärtribun Salvius Nenolaus Campanianus Gnaeus Plotius Maximinus Titus Hoenius Severus Serveienus Ursus in der Legio V Macedonica, gestorben in Ancyra, sowie der Soldat Claudius Campanianus in der Legio I Adiutrix, bestattet in Carnuntum, nachgewiesen.
In der Spätantike tauchen dann erst wieder im 5. und 6. Jahrhundert Campaniani auf, die vielleicht miteinander verwandt waren. Um wie viele verschiedene Personen es sich handelte, ist umstritten und schwer auszumachen, weil die Erwähnungen in den Quellen sehr verstreut sind und sich nicht aufeinander beziehen. Ralf Scharf vermutet, dass sie sich auf vier verschiedene Namensträger beziehen:
- Iulius Felix Campanianus, Dichter und Stadtpräfekt von Rom wohl im Jahr 467, verbunden mit Bautätigkeiten in Rom[6]
- Campanianus, vir disertissimus („redegewandtester Mann“, vielleicht ein Anwalt) in Italien im Jahr 527[7]
- Valerius Campanianus, bekannt von einem von ihm gesetzten Grabstein für seine Frau Ennia Vera und seinen Enkel Senator (6. Jahrhundert)[8]
- Campanianus (Heermeister) († vor Mai 591), römischer Heermeister (magister militum)[9]